# ハモ
ハモ（鱧、Muraenesox cinereus ）は、ウナギ目・ハモ科に分類される魚の一種。

## 概要
沿岸部に生息する大型肉食魚で、京料理に欠かせない食材として扱われる。生鮮魚介類として流通する際には近縁種のスズハモ M. bagio (Hamilton, 1822) も一般に「ハモ」と称されており区別されていない。

## 名称
名前の由来には、食む（はむ）に由来するとみる説、「歯持ち」に由来するとみる説、中国語の「海鰻」（ハイマン）に由来するとみる説、マムシに姿が似ていたことから蝮（ハミ）に由来するとみる説、食感が「はもはも」しているから、という説、口を張ってもがくことに由来するとみる説など諸説ある。中国語由来説については、中国では海鰻と称して食されているものの可能性が低いとする説もある。
地方名にハム（広島県）、スズ（徳島県）、バッタモ（京都府丹後地方）、ウニハモ（福井県）、カマスアナゴ（長崎県）など。

### 他の魚
北海道・東北地域ではアナゴ類もしくはマアナゴのことをハモあるいはハモの古語であるハムと呼ぶ地域が広域に存在する。
現代中国語でハモは「海鰻」（hǎimán）といい、「鱧」（lǐ）という漢字はライギョ類を表す。

## 生態
- 全長1mほどのものが多いが、最大2.2mに達する。体は他のウナギ目魚類同様に細長い円筒形で、体色は茶褐色で腹部は白く、体表に鱗がない。体側には側線がよく発達し、肛門は体の中央付近にある。ウナギ目の中では各ひれがよく発達していて、背びれは鰓蓋の直後、尻びれは体の中央付近から始まって尾びれと連続する。胸びれも比較的大きい。
- 口は目の後ろまで裂け、吻部が長く発達し、鼻先がわずかに湾曲する。顎には犬歯のような鋭い歯が並び、さらにその内側にも細かい歯が並ぶ。漁獲した際には大きな口と鋭い歯で咬みついてくるので、生体の取り扱いには充分な注意が必要である。ハモという和名も、前述のようによく咬みつくことから「食む」（はむ）が変化した呼称という説もある。
- 西太平洋とインド洋の熱帯・温帯域に広く分布し、日本でも本州中部以南で見られる。
- 水深100mまでの沿岸域に生息し、昼は砂や岩の隙間に潜って休み、夜に海底近くを泳ぎ回って獲物を探す。食性は肉食性で小魚、甲殻類、頭足類などを捕食する。
- 産卵期は夏で、浮遊卵を産卵するが、ウナギのような大規模な回遊はせず、沿岸域に留まったまま繁殖行動を行う。レプトケファルスは秋にみられ、シラス漁などで混獲されることがある。

## 利用

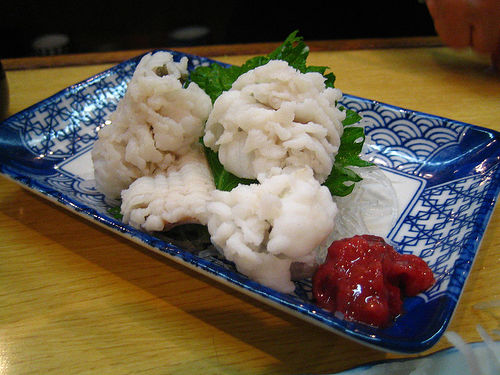
ハモの湯引き

ウナギ目の他の魚同様、血液に有毒なイクシオトキシンを含むが、加熱によりそれを失活させて食べることができる。消費地域には偏りがある。
- 京都市では、生活に密着した食材で、スーパーにおいても鱧の湯引きなどは広く販売されており、安くはなくとも、季節の食材として扱われている。特に祇園祭の暑い季節に長いものを食べると精力が付くとして、鰻同様に食べる風習があり（下記）、夏の味覚の代表的なものとして珍重される。家庭で「骨切り」をすることは難しいが、鮮魚店で骨切りをして、生で売ることも普通である。
- 大阪市の天神祭でも鱧料理は欠かせない。
- 京阪以外の地域では、味は良いが骨が多く食べにくい雑魚として扱われ、蒲鉾や天ぷらの材料として使われてきた。特に大阪などの蒲鉾屋では身を使った後のハモの皮が売られていることがある。
- 一方、関東など東日本では京料理を提供する高級日本料理店以外ではあまり目にかかることはなく、生活に密着した食材とは言えない[注 1]。このような店で出される食材のため、高級魚というイメージもある。消費量も関東の鱧消費量は関西の十分の一程度であり、関西と関東の文化の違いが現在に至るまで如実に現れている食材の一つである。同様の食材としてはフグ・クエ、逆に東日本で人気の高い高級魚としてはアンコウやマグロなどがあげられる。
- 大分県中津市でも特産品としてよく消費されており、JR中津駅には鱧をデザインした長いベンチも置かれている。
- 京都において、何故ハモを食べる文化が発達したかについては、生命力の非常に強い数少ない魚であるため、輸送技術が発達していなかった時代でも、大阪湾や明石海峡で採れたハモを、夏に内陸の京都まで生きたまま輸送できたからだといわれている。
- また、一説には養蚕が盛んで京都へ絹糸を供給していた大分県中津市の行商人などが京都へ食文化を伝えたとも、一説には中津藩が隣接する天領日田に招聘されていた京の料理人が往来の途中に隣国中津の漁師から「骨切り」の技術共々を教えられ持ち帰ったとも言われており骨切り技術の発祥地である中津の料理人が伝え現在につながっている。
- ハモの蒲焼は、よくウナギの蒲焼と対比される。需要があるため、日本産だけでなく韓国や中国などから輸入も行われている。
- 中国ではハモは生命力が強く、薬膳的な効能としても益気作用～“気”のエネルギーを高めるとともに胃腸機能を良くする作用があるとされるほか、利尿作用もあるとされている[5]。

## ハモの利用史
日本列島ではハモは縄文時代から利用されている。京都市中京区の本多甲斐守京邸からは多数の動物遺体が出土し、ハモの前頭骨が出土している。この前頭骨は正中方向に切断されており、椀物に用いる出汁を引くために切断されたものと考えられている。また、別の前頭骨には刃物による横方向の切痕が残り、目打ちで頭部を固定した際に暴れまわるハモの頭部を包丁で叩いた傷と考えられている。また、現在のハモ調理では行われないが、歯骨からは包丁で危険な歯を取り除いた傷も見られる。

## 調理法

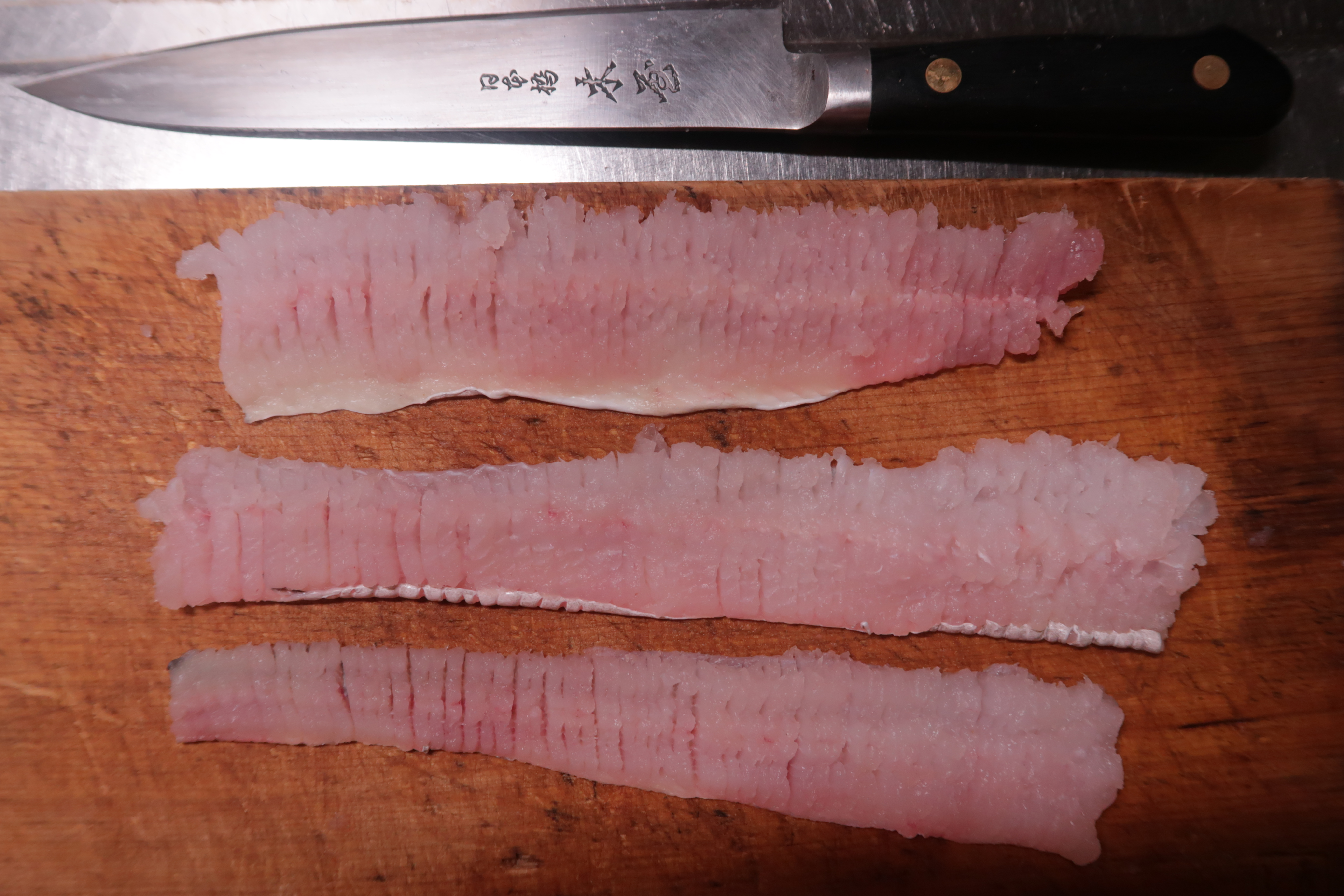
骨切りされたハモの切り身

ウナギ目やニシン目は骨格が複雑な魚が多く、脊椎骨（背骨）から肋骨以外に、上椎体骨・上神経骨、上肋骨（いわゆる血合い骨）などと呼ばれる肉間骨がいくつも体側筋の内部へ放射状に伸びている。これらがいわゆる魚の小骨と呼ばれるもので、ハモはこの小骨が多い上に硬く、調理の際には極めて稀な料理人が行う「骨取り」以外は一般的に「骨切り」という特殊処理が必要である。これは腹側から開いたハモの身に、皮を切らないように細かい切りこみを入れて小骨を切断する技法で、下手にこれをやると身が細かく潰れてミンチ状になってしまい、味、食感ともに落ちてしまうため熟練が必要で、はも切り包丁と呼ばれる、専用の包丁がある。京料理の板前の腕の見せ所であり「はもの骨切り　手並みのほどを見届けん」の句がある。「一寸（約3cm）につき26筋」包丁の刃を入れられるようになれば一人前といわれる。骨切りの技術により京都ではハモの消費が飛躍的に増えたが、関西圏以外では骨切りができる調理師も少なく、ウナギやアナゴに比べ需要及び知名度が低い。
比較的臭みが強い上、ウナギ同様に加熱しない状態では血液に毒性があるため刺身など生では食べられず、必ず加熱処理する。骨切りを施したハモを熱湯に通すと反り返って白い花のように開く。これを湯引きハモ（鱧ちりと呼ぶこともある）または牡丹ハモといい、そのまま梅肉やからし酢味噌を添えて食べるほか、吸い物、土瓶蒸し、鱧寿司、天ぷら、鱧の蒲焼や唐揚げなどさまざまな料理に用いられる。また、骨切りしたハモと玉ねぎを醤油ベースの割下で煮た「鱧すき」という鍋料理もある。またハモの身は上質なカマボコの原料に使われる。その際残った皮を湯引きして細かく切ったものは、キュウリとあえて「鱧キュウ」という酢の物にも利用される。漁船の生簀に入れると互いに噛みあって殺し合うため、市場に生きたまま運ぶのが難しい魚であるが、生きたハモを捌かないと湯引きがきれいに開かないといい、活きたハモは珍重され高値で取引される。

## 漁獲
おもに底引き網と延縄で漁獲される。釣りで揚がることもあるが、咬みつかれる危険がある上に調理に技能が必要（前述）なため、ハモを狙って釣る人は少ない。

### 陸揚げ漁港
2014年の上場水揚量
| 順位   | 漁港       | 県     | 上場水揚量（t） | 単価（円/kg） |
| ------ | ---------- | ------ | --------------- | ------------- |
| 第1位  | 八幡浜漁港 | 愛媛県 | 270             | 602           |
| 第2位  | 由良漁港   | 兵庫県 | 98              | 1,066         |
| 第3位  | 小松島漁港 | 徳島県 | 90              | 604           |
| 第4位  | 銚子漁港   | 千葉県 | 48              | 307           |
| 第5位  | 長崎漁港   | 長崎県 | 36              | 666           |
| 第6位  | 豊浜漁港   | 愛知県 | 18              | 870           |
| 第7位  | 床波漁港   | 山口県 | 16              | 276           |
| 第7位  | 庵治漁港   | 香川県 | 16              | 413           |
| 第9位  | 観音寺漁港 | 香川県 | 12              | 240           |
| 第10位 | 鶴見漁港   | 大分県 | 11              | 194           |

### ハモに関する行事
- ハモ切り祭（毎年10月16日、沢田八幡神社）
- 祇園祭（この時期に京都で旬を迎えるハモの料理で客人をもてなす事から、別名ハモ祭りと呼ばれる）[8]

## 近縁種
ハモ科 (Muraenesocidae) の魚は全世界の熱帯・温帯から5属・8種ほどが知られる。ウナギ目魚類の中では比較的吻が長いことやひれが発達することなどが特徴である。
スズハモ Muraenesox bagio (Hamilton, 1822)
ハモ属 Muraenesoxの一種。全長は最大2mほど。肛門より前の側線孔数（ハモ40 - 47、スズハモ33 - 39）、歯並びなどで区別するが、外見・分布・生態などはハモとほとんど同じで、市場でもハモとは区別せずに扱う。
ハシナガハモ Oxyconger leptognathus (Bleeker, 1858)
ハシナガアナゴ属（ハシナガハモ属） Oxycongerの一種。ハシナガアナゴという別名もある。全長60cmほど。ハモよりも細身で、和名通り吻が前方に尖る。紀伊半島以南からオーストラリア西部までの西太平洋に分布し、水深100mまでの海底に生息するが、生態の研究は進んでいない。
ワタクズハモ Gavialiceps taiwanensis (Chen et Weng, 1967)
ワタクズハモ属 Gavialicepsの一種。全長75cmほどで、ハモよりも細身。沖縄諸島周辺から台湾までの海域に分布し、水深600 - 750mほどの深海に生息する。